# Antipapa Anastácio III
Anastácio Bibliotecário (em latim: Anastasius Bibliothecarius) (c. 810 - ca. 879) foi bibliotecário (arquivista-chefe) da Igreja Católica, além de, por um breve período, antipapa.

## Família e educação
Anastácio era sobrinho do bispo Arsênio de Orte, um importante legado papal. Ele aprendeu grego com monges bizantinos e teve uma educação rara para a época e, por isso, ele parece ter sido o mais erudito membro da igreja em Roma durante o século IX.

## Abade de Santa Maria e secretário de Nicolau I
Durante o pontificado de Nicolau I (r. 858–867), Anastácio era abade da Basílica de Santa Maria em Trastevere, no lado oposto do Tibre. Entre outras coisas, ele foi secretário do papa e - como comprovou Ernst Perels - funcionava como ghost-writer de Nicolau em muitas de suas correspondências durante esses anos. Ele também foi um autor prolífico e traduziu obras do grego para o latim. Entre elas, estava a biografia de São João, o Piedoso, que ele dedicou ao papa.

## Chefe dos arquivos lateranos
O sucessor de Nicolau, papa Adriano II (r. 867–872) nomeou Anastácio como bibliotecário (arquivista-chefe) da Igreja de Roma, um cargo importante no Palácio Laterano, o que lhe deu ainda mais influência sobre a corte papal.
Em 869, foi enviado por Luís II, o sacro imperador romano-germânico, a Constantinopla, acompanhado de dois altos dignitários do Reino dos Francos, para negociar um casamento entre Leão VI, o Sábio, filho mais velho do imperador bizantino Basílio I, e a filha mais velha de Luís, Ermengarda.
Quando o grupo chegou à cidade, o Quarto Concílio de Constantinopla ainda estava reunido e Anastácio, que compareceu à última sessão (fevereiro de 870), defendeu com vigor a causa papal e foi muito útil aos legados ali presentes. A caminho de casa, os legados papais foram assaltados e os "atos" do concílio foram roubados. Porém, eles haviam dado a maior parte das declarações de obediência dos bispos gregos a Anastácio, que também tinha uma cópia dos "atos", e foi capaz, por isso, de levá-los ao papa. Por ordem deste, ele os traduziu para o latim (os originais gregos se perderam).

## Influência
O sucessor de Adriano II, papa João VIII (r. 872–882), que também estimava Anastácio, o confirmou no cargo de arquivista e encarregou-o de importantes tarefas. Ele se correspondeu com o patriarca deposto Fócio e tentou mediar a controvérsia entre a Igreja de Constantinopla e a Igreja de Roma. Tentou também amenizar a controvérsia sobre o Espírito Santo ao assumir que os latinos entendiam a processão do Espírito Santo do Filho no sentido de missio (transmissão).

## Identificação com o Antipapa Anastácio
Se uma passagem nos anais de Incmaro de Reims for genuína e Incmaro não confundiu os dois, então o bibliotecário Anastácio é o mesmo presbítero Anastácio que, em 874, se tornou o cardeal-presbítero titular de São Marcelo. Este Anastácio havia fugido de Roma em 848 para morar em vários lugares. Como resultado desta fuga, fora excomungado por um sínodo romano em 850 e, como mesmo assim ele não voltou para a cidade, foi anatemizado e deposto por outro sínodo em 853.
Após a morte do papa Leão IV em 855, este Anastácio foi eleito antipapa pelo partido do imperador, mas o eleito de fato, papa Bento III, conseguiu manter a supremacia, e perdoou o usurpador.
Durante o pontificado do papa Adriano II, Anastácio se envolveu em sérias dificuldades quando, em 868, seu irmão Eleutério sequestrou a filha do papa e, em seguida, a matou juntamente com a mãe. Eleutério foi executado e Anastácio, que parecia ter sido o instigador do assassinato, foi punido com excomunhão e deposição. Ele viveu na corte imperial e buscou a intervenção do imperador para se redimir perante o papa. Joseph Hergenröther defende que o bibliotecário e o presbítero Anastácio (o antipapa) eram a mesma pessoa e consegue ligar todas as citações sobre este último na biografia do primeiro, enquanto que Joseph Langen os considera como pessoas diferentes.
Em agosto de 879, Zacarias de Anagni aparece como arquivista-chefe da Igreja Romana,[carece de fontes?] portanto Anastácio deve ter morrido antes desta data.

## Tradutor e autor
Anastácio traduziu do grego para o latim os "atos" tanto do Segundo Concílio de Niceia e do Quarto Concílio de Constantinopla, além de diversas hagiografias, além de outras obras. A atribuição a Anastácio da antiga tradução latina dos atos do Terceiro Concílio de Constantinopla se mostrou equivocada com base em evidências de manuscritos citadas por Rudolph Riedinger.
Ele também compilou uma obra histórica, Cronografia tripartida, a partir das obras de Teófanes, o Confessor, Nicéforo I e Jorge Sincelo, e também montou uma coleção de documentos sobre os casos amorosos do papa Honório I. Diversas importantes correspondências escritas por ele também se preservaram. Seus escritos podem ser encontrados na Patrologia Graeca, XXVIII; na Patrologia Latina, LXXIII, CXXII e CXXIX. A Liber Pontificalis, que já foi atribuído a ele, não é de sua autoria. É possível que tenha participado da revisão da Vita de Nicolau I.